# آزمایش ایمنی‌شناسی مغناطیسی
ایمونولوژیک مغناطیسی (MIA) نوع جدیدی از آزمایش‌های تشخیصی ایمنی‌شناسی است، که در آن از مهره های مغناطیسی به عنوان اتیکت به جای آنزیم‌های متداول (ELISA)، رادیو ایزوتوپ‌ها (RIA) یا قطعات فلورسنت (آزمایشات ایمونولوژی فلورسنت) برای تشخیص آنالیت‌های مشخص استفاده می‌شود.
ایمونولوژیک مغناطیسی شامل اتصال خاصی از یک آنتی‌بادی به آنتی‌ژن خاص آن است، جایی که یک مهره مغناطیسی به یک عنصر از این جفت کونژوگه شده‌است. سپس حضور مهره‌های مغناطیسی توسط مغناطیس سنج (مگنومتر) شناسایی می‌شود که تغییر میدان مغناطیسی ناشی از مهره‌ها را اندازه‌گیری می‌کند. سیگنال اندازه‌گیری شده توسط مغناطیس سنج متناسب با غلظت آنالیت (ویروس، سم، باکتری، مارکرهای قلب و غیره) در نمونه اولیه است.

## برچسب‌های مغناطیسی
مهره‌های مغناطیسی از ذرات اکسید آهن فشرده شده (چسب شده) یا با پلیمر به هم چسبانده شده با اندازه نانومتری ساخته شده‌اند.
نانو ذرات مغناطیسی گستره‌ای از ۳۵ نانومتر تا ۴٫۵ میکرومتر دارند. نانوذرات مغناطیسی که گستره ای از ۵ تا ۵۰ نانومتر دارند کیفیت فوق‌العاده ای را عرضه می‌کنند که به پارامغناطیس فوق‌العاده در حضور یک حوزه مغناطیسی اعمال شده خارجی مربوط است.
این پدیده که برای اولین بار توسط Louis Néel برنده نوبل سال ۱۹۷۰ کشف شده‌است. این کیفیت سوپر پارامغناطیس هنوز برای استفاده پزشکی در زیر ساخت تصاویر مغناطیسی ام آر آی و در جداسازی‌های بیولوژیکی استفاده می‌شود اما هنوز برای برچسب گذاری در برنامه‌های تشخیصی تجاری نیست. برچسب‌های مغناطیسی دارای ویژگی‌های متعددی هستند که به خوبی برای چنین برنامه‌هایی سازگار هستند:
_ آنها از طریق شناساگرهای شیمیایی یا عکس سفید کننده‌ها تحت تأثیر قرار نمی‌گیرند و بنابراین در طول زمان پایدار می‌باشند.
_ پس زمینه مغناطیسی در یک نمونه بیومولکولی معمولاً غیرقابل توجه (بی‌ارزش) است.
_ کدورت یا رنگ آمیزی نمونه هیچ تأثیری در خواص مغناطیسی ندارد.
_ مهره‌های مغناطیسی می‌تواند از فاصله دور با مغناطیس کنترل شوند.

## تشخیص
ایمونولوژیک مغناطیسی قادر به شناسایی مولکول‌ها یا پاتوژن‌های انتخاب شده از طریق استفاده از یک آنتی‌بادی با برچسب مغناطیسی است. با عملکردی مشابه روش الایزا یا وسترن بلات (استفاده از فرایند اتصال دو آنتی‌بادی) غلظت آنالیت‌ها را مشخص می‌کند.
ایمونولوژیک مغناطیسی از آنتی‌بادی‌هایی استفاده می‌کند که مهره‌های مغناطیسی را پوشش می‌دهند. این آنتی‌بادی‌ها مستقیماً به پاتوژن مولکول مورد نظر متصل می‌شوند و سیگنال مغناطیسی که از مهره‌های متصل شده آزاد می‌شود، با استفاده از یک مغناطیس سنج خوانده می‌شود.
بزرگترین مزیت این تکنولوژی که برای ارزیابی ایمنی فراهم آورده شده‌است، این است که می‌تواند در یک محیط مایع انجام شود؛ در حالیکه در متدهایی مانند الایزا و وسترن بلات یک محیط ثابت برای هدف موردنظر لازم است تا اتصال به قبل از آنتی‌بادی دوم (HRP:horse radish peroxidase) قابل اجرا باشد.
از آنجا که MIA در محیط مایع انجام می‌شود، اندازه‌گیری دقیق تر مولکول‌های مورد نظر می‌تواند در سیستم مدل انجام شود. برای دستیابی به نتایج باکیفیت نباید هیچ ایزولاسیونی صورت گیرد، کاربران می‌توانند فعالیت را در یک سیستم نظارت کنند (به دست آوردن ایده بهتر از رفتار هدف آنها).
روش‌هایی که در این تشخیص می‌توانند استفاده شوند بسیار زیادند. اساسی‌ترین شکل تشخیص این است که نمونه را از یک ستون جاذبه ای که حاوی یک ماتریکس پلی اتیلن با آنتی‌بادی ثانویه است عبور داد. ترکیب هدف به آنتی‌بادی موجود در ماتریکس متصل می‌شود و هر ماده باقیمانده با استفاده از یک بافر انتخاب شده شسته می‌شود سپس آنتی‌بادی‌های مغناطیسی از طریق همان ستون عبور می‌کنند و پس از یک دوره انکوباسیون آنتی‌بادی‌های غیر متصل با روش مشابه با قبل شسته می‌شود. مواد به دست آمده از مهره‌های مغناطیسی متصل به هدف (که از آنتی‌بادی‌های روی غشا گرفته شده‌است) برای تعیین مقدار ترکیب مورد نظر در محلول استفاده می‌شود.
همچنین چون این روش در متد انجام‌گیری بسیار شبیه الایزا یا وسترن بلات می‌باشد، آزمایشات MIA می‌تواند با استفاده از تشخیص مشابه مورد استفاده قرار گیرد؛ اگر محقق می‌خواهد داده‌های خود را به روش مشابه اندازه‌گیری کند.

## مگنومتر
یک ابزار ساده است که می‌تواند حضور و میزان سیگنال‌های مغناطیسی کلی را از یک نمونه تشخیص دهد. با این حال چالش پیشرفت MIA، جداسازی مغناطیس پس زمینه (نویز) از یک هدف برچسب زده شده با مغناطیس ضعیف (سیگنال) است.
دستیابی‌های مختلف و دستگاه‌ها برای به دست آوردن یک نسبت معنادار سیگنال به نویز(SNR) برای کاربردهای بیو حسگرها به کار گرفته شدند:
*حسگرهای غول پیکر مقاومت مغناطیسی و اسپین دوار
*پایه‌های مقاوم به فشار
*سنسورهای القایی
*دستگاه‌های تداخل کوانتومی ابررسانا
*حلقه‌های مقاوم به مغناطیس ناهمگن
*سنسور هایminiature Hall
اما بهبود SNR اغلب مستلزم یک ابزار پیچیده برای ارایه اسکن و برون یابی مکرر از طریق پردازش داده، یا تنظیم دقیق هدف و حسگر اندازه و تطبیق است. در خارج از این الزام،MIA که ویژگی‌های مغناطیسی غیر خطی برچسب‌های مغناطیسی را مورد استفاده قرار می‌دهد، می‌تواند به‌طور مؤثر از توانایی ذاتی یک میدان مغناطیسی برای عبور از طریق پلاستیک، آب، نیتروسلولز، و مواد دیگر استفاده کند، در نتیجه اجازه اندازه‌گیری حجمی حقیقی در قالب‌های مختلف را می‌دهد.
برخلاف روش‌های مرسوم که حساسیت مواد سوپر پارا مغناطیس را اندازه‌گیری می‌کنند، یک MIA براساس مغناطیس غیر خطی اثر مواد پارامغناطیسی خطی مانند ماتریس نمونه، پلاستیک مصرفی یا نیتروسلولز را حذف می‌کند. اگر چه مغناطیس درونی این مواد خیلی ضعیف است، با مقادیر بسیار کم (دیا) یا (پارا)، زمانی که یک نفر در حال بررسی مقادیر بسیار کم مواد سوپرپارامغناطیس مانند نانوگرم در هر تست است، سیگنال پس‌زمینه تولید شده توسط مواد فرعی را نمی‌توان نادیده گرفت. براساس خواص مغناطیسی غیر خطی بر روی برچسب‌های مغناطیسی، مهره‌ها در میدان مغناطیسی متناوب در دو فرکانس،f1 و f2 قرار می‌گیرند. در حضور مواد غیر خطی مانند برچسب‌های سوپرپارامغناطیس، یک سیگنال را می‌توان در فرکانس‌های ترکیبی ثبت کرد، برای مثال، در f = f1 ± ۲×f2. این سیگنال دقیقاً متناسب با مقدار مواد مغناطیسی داخل سیم‌پیچ قرائت است.
این تکنولوژی، تشخیص‌های ایمنی‌شناسی مغناطیسی را در انواع مختلفی امکان‌پذیر کرده‌است. از قبیل:
-آزمایش جریان جانبی مرسوم با جایگزینی برچسب‌های طلا با برچسب‌های مغناطیسی
-آزمون‌های جریان عمودی، امکان ردیابی آنالیت‌های نادر (مانند باکتری‌ها) را در نمونه‌های با حجم زیاد می‌دهد.
-کاربرد در میکروسیال و زیست تراشه
-همچنین برای کاربردهایin vivo و برای آزمایش multiparametric توضیح داده شده‌است.

## کاربرد
MIA یک تکنیک چند کاره است که می‌تواند برای گستره گوناگونی از روش‌های شناسایی استفاده شود. در حال حاضر برای تشخیص ویروس‌ها در گیاهان و پاتوژن‌هایی که به‌طور عادی محصولات کشاورزی را نابود می‌کنند مورد استفاده قرار گرفته‌است. مانند: Grapevine fanleaf virus,[1] Tabacco mosaic virus, and Potato virus X هم‌اکنون سازگاری این روش شامل دستگاه‌های قابل حمل می‌شود که امکان جمع‌آوری اطلاعات حساس در مزارع کشاورزی را برای کاربر فراهم کرده‌است.
MIA همچنین امکان نظارت بر داروهای درمانی را فراهم کرده‌است. یک مورد گزارش از جزئیاتی در مورد اینکه پزشکان چگونه قادر بودند کمیت داروهای درمانی را در مرد ۵۳ ساله ای که پیوند کلیه انجام داده بود تغییر دهند.